# Élection présidentielle française de 1965
L'élection présidentielle française de 1965, deuxième élection présidentielle de la Ve République, se tient les 5 et 19 décembre 1965 afin d’élire le président de la République française pour un mandat de sept ans.
Sous la Ve République, cette élection présidentielle est la première à se dérouler au suffrage universel direct, le premier président ayant été élu en 1958 par un collège électoral de grands électeurs. Le scrutin de 1965 a lieu à la suite de la victoire du « oui » au référendum de 1962 sur l'élection au suffrage universel du président de la République. Il s'agit alors de la seconde élection présidentielle au suffrage universel direct après celle de 1848, sous la IIe République, mais seuls les hommes étaient autorisés à voter.
Au premier tour, six candidats sont en lice. Après avoir hésité à se présenter, le président sortant, Charles de Gaulle, brigue un second mandat et obtient 44,6 % des suffrages. La gauche se présente unie autour de la candidature de François Mitterrand (31,7 %), tandis que le centriste Jean Lecanuet devient le troisième homme (15,6 %) en prenant des voix à de Gaulle. L'extrême droite présente la candidature de l'avocat Jean-Louis Tixier-Vignancour (5,2 %), alors que les deux autres candidats obtiennent moins de 2 % chacun.
Mis en ballottage de façon inattendue, le général de Gaulle était donné largement vainqueur dès le premier tour par les sondages jusqu'à quelques semaines avant le scrutin. Mais contrairement à ses adversaires, il n'a quasiment pas fait campagne malgré le rôle essentiel de la télévision, où il s'est retrouvé au centre des attaques de ses concurrents. Pour le second tour, il consent à des interventions télévisées et se voit réélu avec 55,2 % des suffrages exprimés face à François Mitterrand. Son second mandat commence le 8 janvier 1966.

## Contexte

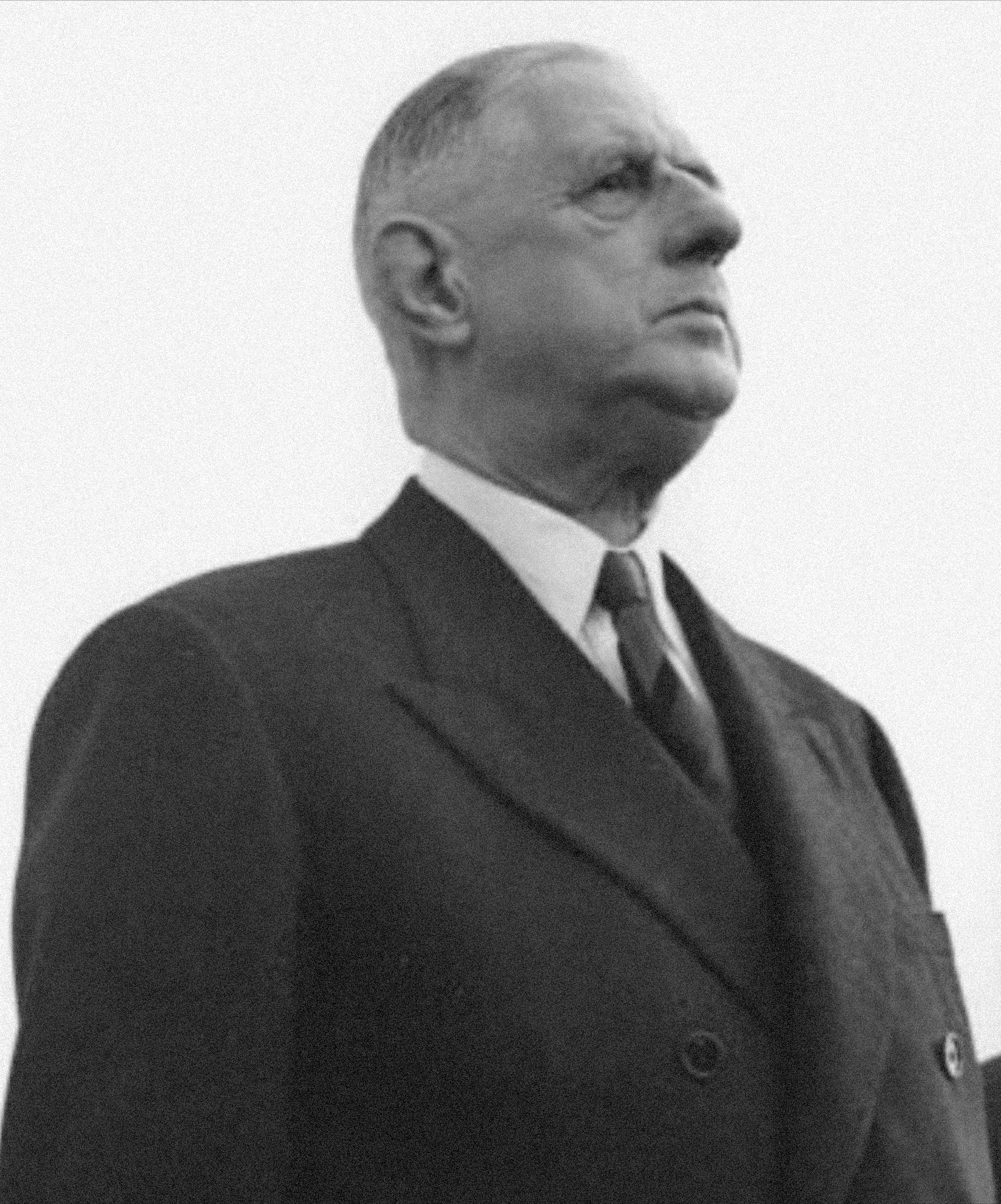
Charles de Gaulle, président de la République depuis 1959.

Logo de l'OAS, qui tente à plusieurs reprises de tuer le général de Gaulle, le conduisant à organiser le référendum du 28 octobre 1962.

En 1958, l'enlisement de la guerre d'Algérie provoque la chute de la Quatrième République française. Devenu président du Conseil des ministres à la faveur de la crise de mai 1958, le général Charles de Gaulle fait adopter une nouvelle Constitution par référendum le 28 septembre. Trois mois plus tard, il est élu président de la République par un collège électoral de quelque 82 000 grands électeurs (parlementaires, conseillers généraux, représentants des conseils municipaux). Il prend ses fonctions le 8 janvier 1959.
Depuis son retour au pouvoir, la droite détient la majorité absolue à l'Assemblée nationale. Les élections législatives de 1962, consécutives à la chute du premier gouvernement Pompidou, donnent même une majorité absolue au parti présidentiel, l'UNR-UDT, et aux Républicains indépendants de Valéry Giscard d'Estaing. Les élections cantonales de 1964 et les municipales de mars 1965 marquent cependant un recul du score des candidats gaullistes.
Durant son septennat, le général de Gaulle parvient à mettre un terme à la guerre d'Algérie. Mais le conflit entraîne de fortes tensions en France métropolitaine et une série d'attentats de la part de l'OAS : le chef de l'État échappe ainsi à plusieurs tentatives d'assassinat. Après le cessez-le-feu en 1962, son traitement des rapatriés d’Algérie est très critiqué, tout comme l’absence de réactions de l’armée française lors des massacres de harkis et d’Européens en Algérie.
Après l’attentat du Petit-Clamart, qui manque de peu de lui coûter la vie, Charles de Gaulle décide de soumettre au peuple une proposition d’élection du président de la République au suffrage universel direct. Ce projet est très controversé au sein de la classe politique traditionnelle, qui dénonce une réduction des prérogatives des élus et le risque de plébiscite. Lors du référendum du 28 octobre 1962, le « oui » l’emporte avec plus de 62 % des suffrages exprimés. Précédemment, seule l'élection présidentielle de 1848 s'était tenue au suffrage universel direct : ce scrutin avait conduit au pouvoir Louis-Napoléon Bonaparte, qui avait mené un coup d'État avant la fin de son mandat.
Sous la présidence de Gaulle, le nouveau franc (plan Pinay-Rueff) est institué et la France connaît une forte croissance économique dans le contexte des Trente Glorieuses et de la recherche d'une troisième voie. En matière extérieure et de défense, le pays est la quatrième puissance à mettre au point la force de dissuasion nucléaire et se réconcilie avec l'Allemagne de l'Ouest à l'occasion de la signature du traité de l'Élysée. De Gaulle prône une « Europe des nations » par opposition au fédéralisme européen. En 1964, il reconnaît la république populaire de Chine.
Les partis d'opposition (notamment le Parti communiste français, la SFIO et des formations centristes) dénoncent un style de gouvernance trop personnel. Le parlementaire de gauche François Mitterrand fait état d'un « coup d'État permanent ».

## Modalités

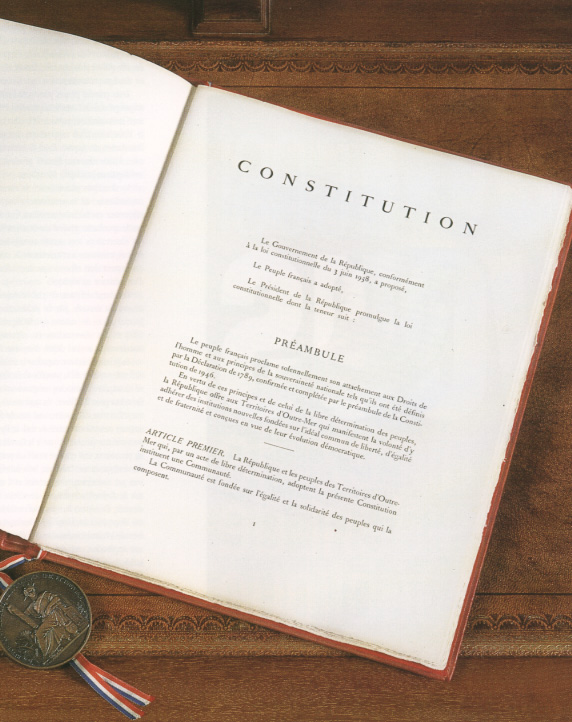
La Constitution de la scellée du Grand sceau de France.

Conformément à l'article 6 de la Constitution, le président de la République française est élu pour un mandat de sept ans. Si aucun candidat ne recueille la majorité absolue des suffrages exprimés au premier tour de scrutin, un second tour a lieu quatorze jours plus tard : seuls peuvent alors se présenter les deux candidats arrivés en tête au premier tour après retrait éventuel de candidats mieux placés.
Chaque candidat doit satisfaire plusieurs conditions :
- être de nationalité française et ne pas être privé de ses droits civiques concernant l'éligibilité ;
- avoir au minimum 23 ans ;
- être inscrit sur une liste électorale ;
- recueillir 100 « parrainages » de parlementaires ou d'élus locaux : ces parrainages doivent provenir d'au moins trente départements ou collectivités d'outre-mer différents et pas plus d'un dixième des élus signataires ne doit provenir du même département ou de la même collectivité d'outre-mer.

La Constitution prévoit que :
- en cas d'empêchement ou décès dans la dernière semaine de dépôt des candidatures d'une personne qui a annoncé son intention d'être candidate, le Conseil constitutionnel peut reporter l'élection ;
- en cas d'empêchement ou décès d'un candidat avant le premier tour, l'élection est reportée ;
- en cas d'empêchement ou décès d'un candidat qualifié pour le second tour, il est procédé de nouveau à l'ensemble des opérations électorales.

L'État donne les mêmes facilités à tous les candidats pour faire campagne, mais seuls ceux ayant obtenu au moins 5 % des suffrages exprimés peuvent obtenir le remboursement du cautionnement ou de leurs dépenses de campagne.
En vertu de l'article 58 de la Constitution, le Conseil constitutionnel est le garant de la régularité de l'élection, de l'examen des réclamations et de la proclamation des résultats.
Les dates du scrutin sont fixées en Conseil des ministres et publiées au Journal officiel. L'élection est fixée au 5 décembre 1965 (premier tour) et au 19 décembre 1965 (éventuel second tour).

## Candidats

### Tableau de synthèse
Le 18 novembre 1965, le Conseil constitutionnel arrête la liste des noms des six candidats à l'élection du président de la République, établie par ordre alphabétique.

### Charles de Gaulle, président sortant

#### Une candidature tardive

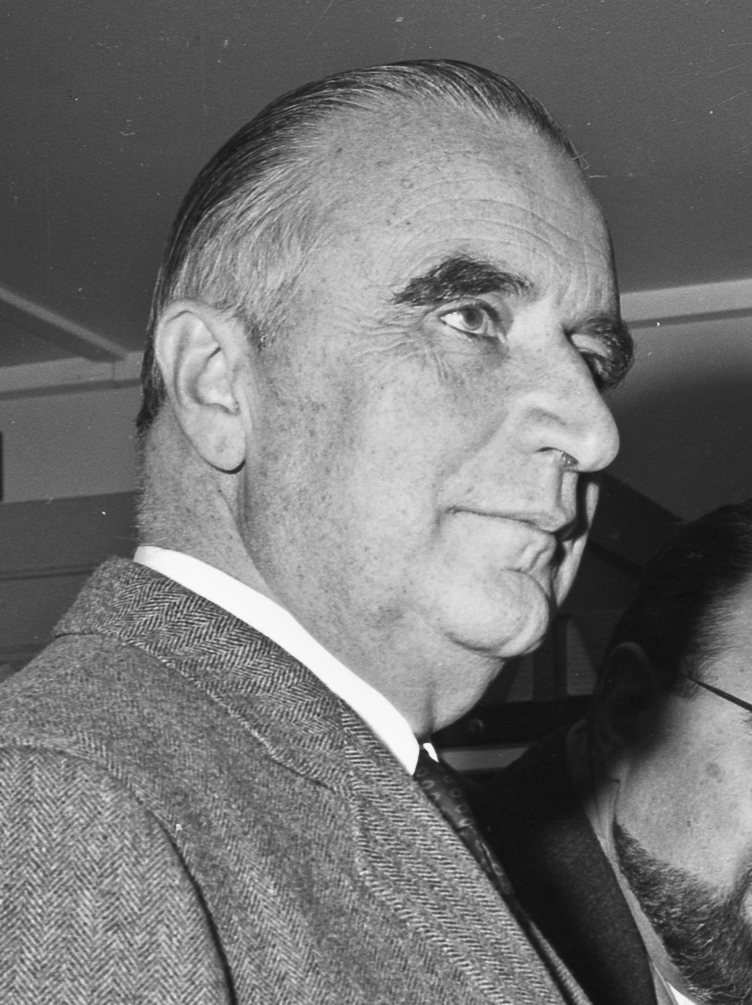
Georges Pompidou, Premier ministre depuis 1962, est régulièrement cité comme possible candidat de la majorité gaulliste en cas de non-candidature du général de Gaulle à un second mandat.

À l'origine du changement du mode de scrutin de l'élection du président de la République en 1962, Charles de Gaulle maintient longtemps le suspens sur une candidature pour un second mandat. Au début du mois de septembre 1965, un sondage effectué auprès des 25 membres du gouvernement révèle que 12 d'entre eux pensent qu'il se représentera contre 12 qu'il briguera sa succession, tandis que le Premier ministre, Georges Pompidou, ne se prononce pas, bien qu'intimement convaincu que le Général briguera à nouveau la fonction suprême.
À partir de 1963, le général de Gaulle est préoccupé par son état de santé (il subit une délicate opération de la prostate le 17 avril 1964) et craint pour sa succession en cas d'empêchement,. Les années précédentes, il a été la cible de plusieurs attentats de l'OAS dans le contexte de la guerre d'Algérie. Cette situation l'a conduit à rédiger un testament politique mentionnant le nom de successeurs souhaités. En tant que Premier ministre, c'est Georges Pompidou qui est le plus souvent mentionné pour être candidat en cas de retrait du Général, mais les noms de Michel Debré et Jacques Chaban-Delmas circulent également.

Selon Alain Peyrefitte, le président sortant a pris la décision de se représenter dès le 1er juillet 1965. Mais il annonce sa candidature seulement le 4 novembre 1965, à bientôt 75 ans, lors d'une intervention télévisée à 20 h : 

« Que l'adhésion franche et massive des citoyens m'engage à rester en fonctions, l'avenir de la République nouvelle sera décidément assuré. Sinon, personne ne peut douter qu'elle s'écroulera aussitôt et que la France devra subir – mais, cette fois, sans recours possible – une confusion de l'État plus désastreuse encore que celle qu'elle connut autrefois. »

 Cette décision de se représenter aurait notamment été motivée par l'échec des négociations de l'Europe des Six sur le Marché commun agricole. Il reçoit le soutien des Républicains indépendants (RI) de Valéry Giscard d'Estaing ; contrairement à l'opposition, cette frange centriste de la majorité considère qu'il est « profondément européen ».

#### Une campagne minimaliste et critiquée
Peu de temps avant la tenue du premier tour, alors que le général de Gaulle ne mène pas campagne et ne propose ni programme ni lignes directrices, l'opposition estime que sa stratégie repose sur le mot d'ordre « Moi ou le chaos ».
L'Union des républiques socialistes soviétiques (URSS) se montre favorable à sa réélection, la Pravda censurant même des déclarations critiques du secrétaire général du Parti communiste français (PCF), Waldeck Rochet, lors de la déclaration de candidature du Général.
La Fédération nationale des syndicats d'exploitants agricoles (FNSEA), mécontente de sa politique agricole, et l'Association nationale des Français d'Afrique du Nord, d'Outre-Mer et de leurs amis (ANFANOMA), qui dénonce son traitement des rapatriés d’Algérie, appellent à voter contre le président sortant.

### François Mitterrand, candidat de l’union de la gauche

#### Une longue indécision à gauche

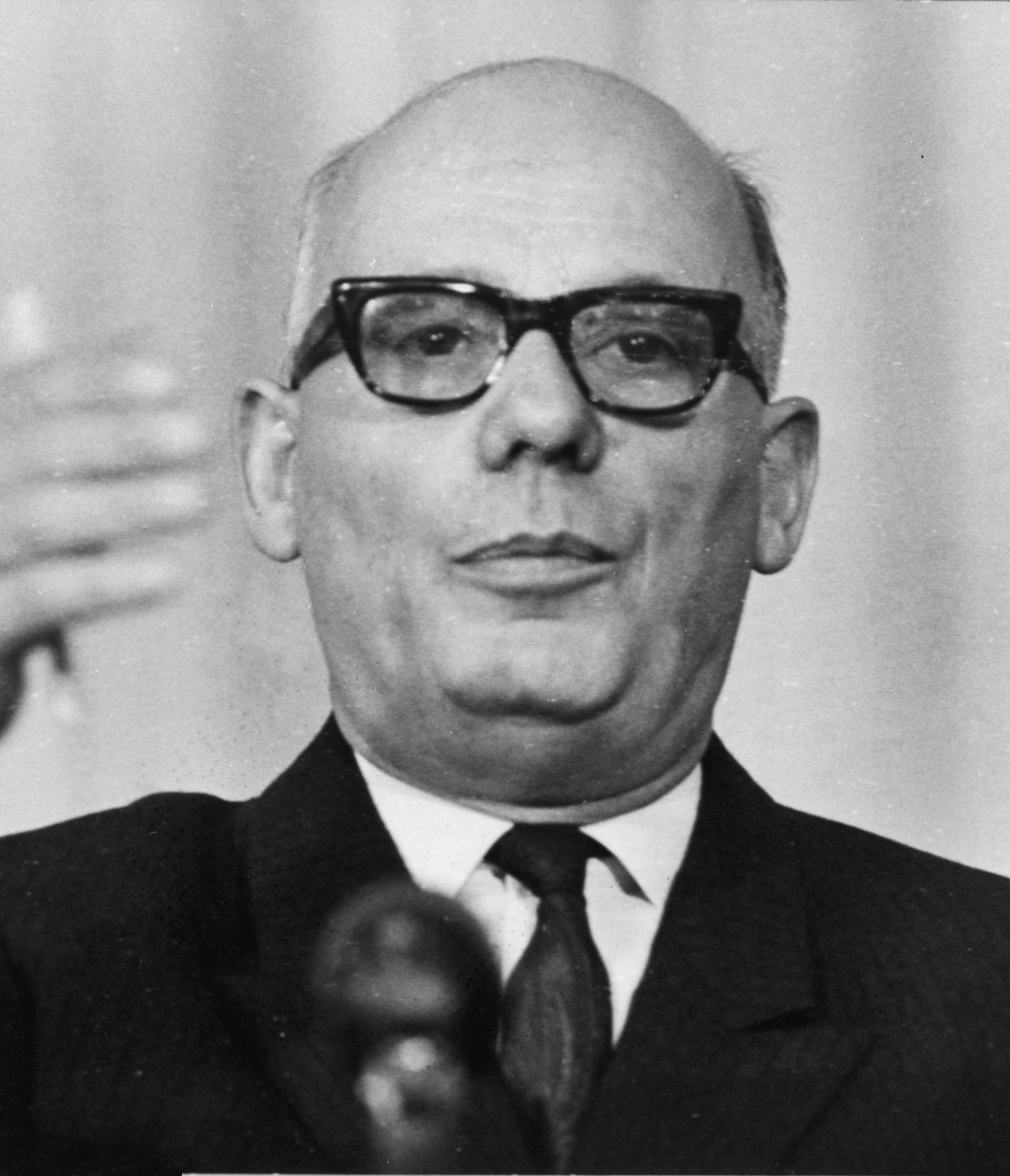
Waldeck Rochet, secrétaire général du Parti communiste français, première force électorale à gauche qui se rallie à la candidature du socialiste François Mitterrand.

À l'approche de l'élection, le Parti communiste français (PCF) constitue la principale force d'opposition de gauche (environ 20 % de l'électorat français). Mais le PCF a perdu en juillet 1964 son dirigeant depuis trente ans, Maurice Thorez (remplacé par Waldeck Rochet), n'a été présent dans aucun gouvernement depuis près de 20 ans et semble peu à même de présenter une candidature victorieuse à l'élection présidentielle. L'autre grande formation de gauche, le parti socialiste Section française de l'Internationale ouvrière (SFIO), est en déclin et son dirigeant, Guy Mollet, se montre peu enthousiaste à l'idée de présenter une candidature face à celle du général de Gaulle.
Le 9 septembre 1965, après une rencontre avec Guy Mollet, Maurice Faure (Parti radical) et Daniel Meyer (PSU) et à l'issue d'une conférence de presse du général de Gaulle, François Mitterrand annonce sa candidature dans un communiqué de presse, affirmant que « l'essentiel de ce qui a été dit souligne une fois de plus l'incompatibilité d'humeur entre le général de Gaulle et la démocratie ». Il avait au préalable posé pour conditions à sa candidature d'obtenir le soutien de la SFIO et de Pierre Mendès France ainsi que l'absence d'un candidat communiste.
Résolument hostile au général de Gaulle, François Mitterrand apparaît isolé à gauche. Onze fois ministre sous la Quatrième République, il n’a pu intégrer le Parti socialiste unifié (PSU) en raison de sa participation à des gouvernements comme celui de Guy Mollet. Il a également été critiqué après l'attentat de l'Observatoire. Depuis juin 1964, il préside une petite formation de gauche, la Convention des institutions républicaines (CIR), qui a été fondée après la dislocation de l'Union démocratique et socialiste de la Résistance (UDSR), dont il était l'une des figures. La CIR prend la suite du Centre d’action institutionnelle (CAI), qui était une réunion de clubs organisée sous la houlette de Charles Hernu, dirigeant du club des Jacobins,.
Prise sans consultation du reste de la gauche parlementaire, cette décision fait suite à l'impossibilité d'une candidature unique à gauche portée par le maire SFIO de Marseille, Gaston Defferre, ou par l'ancien président du Conseil (aujourd'hui PSU) Pierre Mendès France. En janvier 1963, François Mitterrand affirmait à Jean-Jacques Servan-Schreiber qu'il n'y avait « qu'un candidat possible : c'est Gaston Defferre ». Après le retrait de Defferre en juin 1965, la gauche n'avait plus de candidat.
Le 10 septembre 1965, au lendemain de l'annonce de la candidature de François Mitterrand, une coalition de gauche, la Fédération de la gauche démocrate et socialiste (FGDS), est lancée pour soutenir l'accession à l'Élysée de celui-ci : elle regroupe la SFIO, le Parti radical et la CIR. Le PSU apporte également son soutien à Mitterrand, mais sans s'associer à sa campagne.

#### Une candidature résolument anti-gaulliste

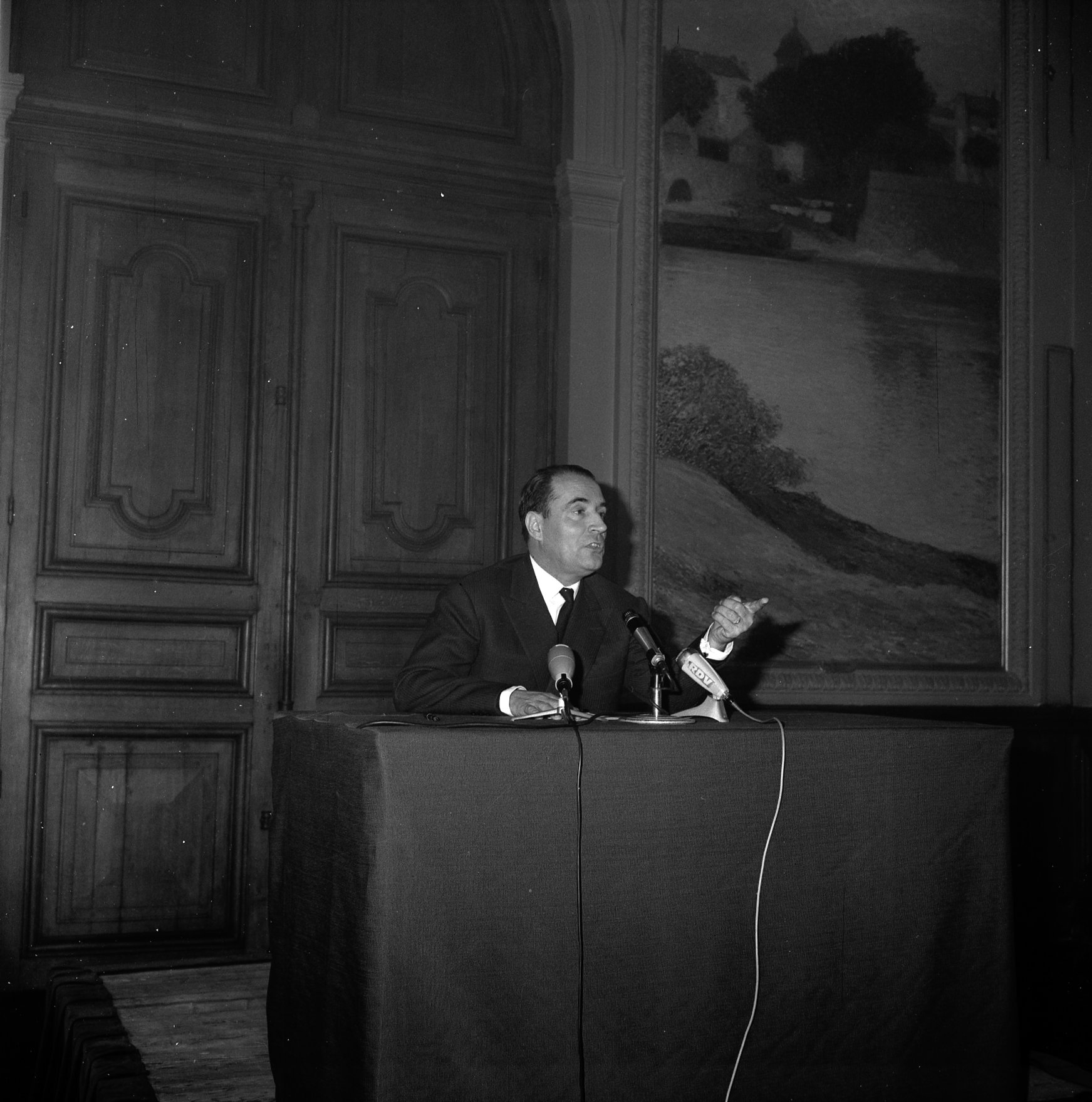
François Mitterrand au Capitole de Toulouse le 20 octobre 1965.

François Mitterrand, député de la Nièvre qui a aussi voté « non » au référendum sur l'élection au suffrage universel du président de la République, apparaît comme l'un des rares à promouvoir une alliance avec le PCF. Le 23 septembre 1965, le PCF se rallie à sa candidature, tout comme Pierre Mendès France à l'occasion d'un entretien au Nouvel Observateur dans lequel il accuse de Gaulle de monopoliser le pouvoir, « sans partage, sans contrepoids, sans contrôle »,,. La droite dénonce une reconstitution du Front populaire de 1936. Cependant, l'URSS ne cache pas sa préférence pour le général de Gaulle.
Ancien ministre de la Quatrième République, opposant de la première heure au général de Gaulle et à la Ve République instituée par ce dernier, Mitterrand mène une campagne résolument hostile au gaullisme. L'auteur du Coup d'État permanent propose la suppression de l'article 16 (pouvoirs exceptionnels du président de la République) et de l'article 11 (référendum législatif) de la Constitution. En cas d'élection, il promet de dissoudre l'Assemblée nationale. Il se présente comme partisan de la construction européenne, favorable à la laïcité, hostile aux monopoles et à la force de dissuasion nucléaire française. Il joue de son âge (49 ans face aux 75 ans de De Gaulle) : ses affiches vantent « un président jeune pour une France moderne ».

### Jean Lecanuet, candidat de centre droit

#### Une candidature «démocrate, sociale et européenne»

Logo du Mouvement républicain populaire (MRP), parti de Jean Lecanuet.

En septembre 1965, le Comité des démocrates dénonce les propos eurosceptiques tenus par le général de Gaulle lors de sa dernière conférence de presse. La formation sollicite alors l'ancien président du Conseil Antoine Pinay (Centre national des indépendants et paysans), qui refuse de se présenter, puis le président national du Mouvement républicain populaire (MRP) et sénateur de la Seine-Maritime, Jean Lecanuet. Ce dernier annonce sa candidature le 19 octobre au nom du « centre, démocrate, social et européen » et quitte dans la foulée la présidence de son parti,.
Troisième grande figure de la campagne, Jean Lecanuet joue de son image de renouveau au centre droit, attirant à lui une partie de l'électorat initialement acquis à de Gaulle. Soutenu par le MRP et le CNIP, il bénéficie d'une certaine bienveillance du Parti radical, qui appelle à voter pour le candidat de l'union de la gauche mais indique « apprécie[r] la portée et la valeur » de la candidature Lecanuet.

#### Le «Kennedy français»

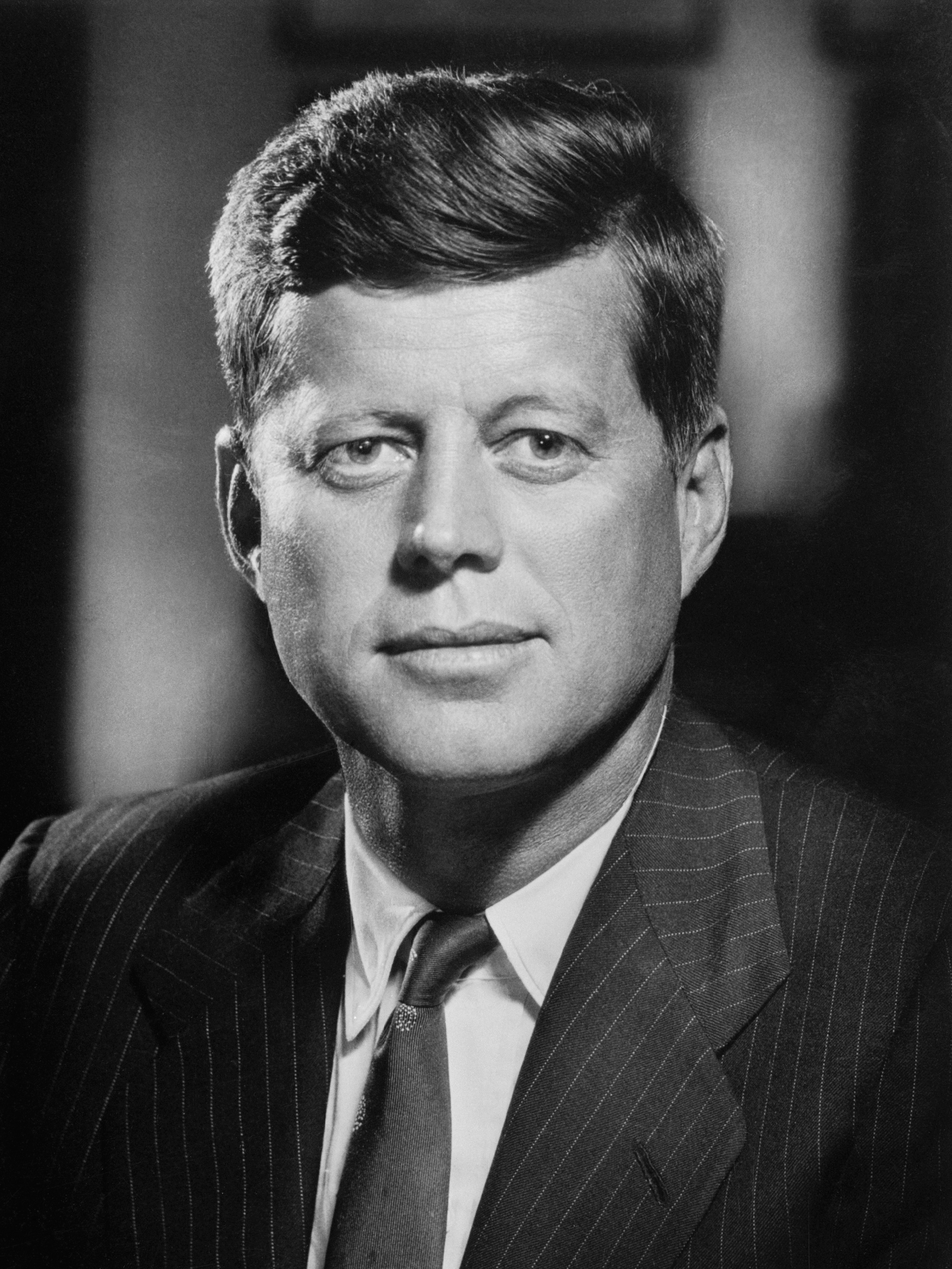
Le président américain John Fitzgerald Kennedy (1961-1963), auquel est comparé Jean Lecanuet et dont l'élection en 1960 inspire les adversaires au général de Gaulle.

Le Monde dresse le portrait suivant du candidat centriste :

« Personne ne fait moins penser que M. Jean Lecanuet à un cacique des « vieux » partis, à un « homme du passé », à un de ces « revenants », de ces « fantômes » que le général de Gaulle, le Premier ministre et à leur suite les gaullistes accablent volontiers de leurs sarcasmes. Un visage lisse, des cheveux de jais, un sourire à fossettes, donnent à ce sportif carré et large d'épaules un air de bonne santé et de vigueur qui évoque au contraire la jeunesse, l'équilibre, la force. Orateur, il sait jouer des accents chaleureux d'un timbre sonore et flexible, et ne dédaigne pas l'humour. Stratège, ce Normand sait se montrer direct et paraître peu enclin à accepter n'importe quelle connivence dans une molle et fallacieuse unanimité. Chef de parti, il rassure facilement cadres et militants, inspire confiance, entraîne. »

Encore davantage que François Mitterrand (49 ans), Jean Lecanuet (45 ans) tire un argument de sa jeunesse ; peu connu des Français avant l'élection, il se présente en outre comme un homme neuf alors que le candidat de la gauche a été de nombreuses fois ministre sous la Quatrième République. Lecanuet a étudié le rôle de la télévision dans l'élection présidentielle américaine de 1960 — qui a vu la victoire de John F. Kennedy — et fait appel à des méthodes modernes incluant sondages et utilisation d'entreprises de conseils en communication. Ses prestations télévisées, au cours desquelles il est notamment interrogé par le populaire journaliste Léon Zitrone, sont très suivies et assurent en particulier sa notoriété auprès du grand public urbain et des classes moyennes.

### Jean-Louis Tixier-Vignancour, candidat d'extrême droite

#### Un défenseur de l'Algérie française
L'avocat d'extrême droite Jean-Louis Tixier-Vignancour est le premier candidat à se déclarer après Gaston Defferre, le 20 avril 1964. Durant sa carrière, il a défendu l’écrivain Louis-Ferdinand Céline (dont il obtient l'amnistie en 1951) puis le général putschiste Raoul Salan en 1962.
Au départ, sa candidature ne fait pas l'unanimité à l'extrême droite, Alain de Lacoste-Lareymondie étant cité pour la représenter. L'action de Jean-Marie Le Pen est déterminante pour l'imposer : celui-ci est convaincu qu'il peut rassembler la droite, « atomisée par le drame algérien »,. Les élections municipales de mars 1965 divisent son camp, notamment en raison d'une possible alliance avec les centristes à Paris, au point que Tixier-Vignancour envisage de retirer sa candidature à l'élection présidentielle.

#### Une candidature favorisée par le communautarisme
Jean-Louis Tixier-Vignancour est soutenu par l'ancien Front national pour l'Algérie française. Dirigée par Jean-Marie Le Pen, sa campagne utilise ses initiales pour son mouvement (« comités TV ») et comme slogan.
Le candidat effectue une médiatique tournée de la France où il déplace un chapiteau rouge (surnommé « le cirque Tixier »), avec une tournée en août 1965 sur les plages de France. Mais il effectue des prestations télévisées médiocres et peine à fédérer au-delà de l'électorat traditionnel de l'extrême droite et des rapatriés d'Algérie (« Pieds-noirs »), qu'il défend ardemment. Selon un sondage, quelque 60 % des électeurs se situant à l'extrême droite votent directement pour le général de Gaulle au premier tour de scrutin.

### Pierre Marcilhacy, candidat libéral et européen

#### Une candidature discrète
Le 25 avril 1965, la « Convention nationale libérale », rassemblement hétéroclite comprenant le Parti libéral européen (PLE), des poujadistes, des partisans de Jean-Louis Tixier-Vignancour et des apolitiques, désigne le sénateur non-inscrit de la Charente Pierre Marcilhacy comme candidat à l'élection présidentielle. Il obtient 310 voix contre 167 à Tixier-Vignancour.
Avec cette désignation, Jean-Paul David, dirigeant du PLE, situé à droite mais se réclamant du centre, entend en fait mettre en avant un programme libéral dans l'attente de la déclaration de candidature du populaire Antoine Pinay. Jean-Paul David a précédemment également approché Jean Lecanuet mais celui-ci lui avait alors répondu qu'il ne serait « jamais candidat », ainsi que René Blondelle.
Les journalistes Pierre Sainderichin et Joseph Poli écrivent à son sujet : « Pierre Marcilhacy mesure 2 m 03. Cela lui permet de s'affirmer – comme de Gaulle – au-dessus des partis. Il le répétera beaucoup au cours de la campagne. Ancien journaliste, avocat au Conseil d'État, cet homme indépendant, intègre, courtois et discret, a la légitimité provinciale : sa famille représente depuis cent quinze ans le canton de Jarnac au conseil général de la Charente. » Alain Ayache lui consacre un ouvrage, Monsieur Y (Nouvelles Éditions latines, 1965), par référence à « Monsieur X », nom utilisé par  L'Express pour lancer la candidature de Gaston Defferre.

#### Un défenseur du régime parlementaire
Pierre Marcilhacy déclare : « Je ne ferai aucune promesse électorale, car vous savez ce qu'elles valent. » Il place au cœur de sa campagne la question institutionnelle : il défend le régime parlementaire, comme beaucoup de sénateurs, et promet de respecter strictement la Constitution de 1958, estimant que ce n'est pas le cas du général de Gaulle.
Inconnu du grand public à l'annonce de sa candidature, Pierre Marcilhacy voit les intentions de vote en sa faveur augmenter légèrement en raison de ses prestations télévisuelles, bien que sa popularité reste cantonnée à son département d'élection, la Charente (il arrivera troisième en dépassant les 11 %).

### Marcel Barbu, candidat indépendant

#### Une candidature de dernière minute
Marcel Barbu, candidat indépendant d'inspiration autogestionnaire, est le candidat surprise de l'élection présidentielle de 1965. Il réussit in extremis à réunir les 100 parrainages nécessaires grâce à ses réseaux issus de ses actions d'avant guerre dans le mouvement communautaire.

#### Une campagne atypique
Marcel Barbu se présente comme le défenseur des citoyens ordinaires et use régulièrement de l'humour et de l'émotion dans ses interventions.

### Candidatures n'ayant pas abouti
D'autres personnalités ont été pressenties à la candidature, mais ne sont pas présentées.

#### Gaston Defferre

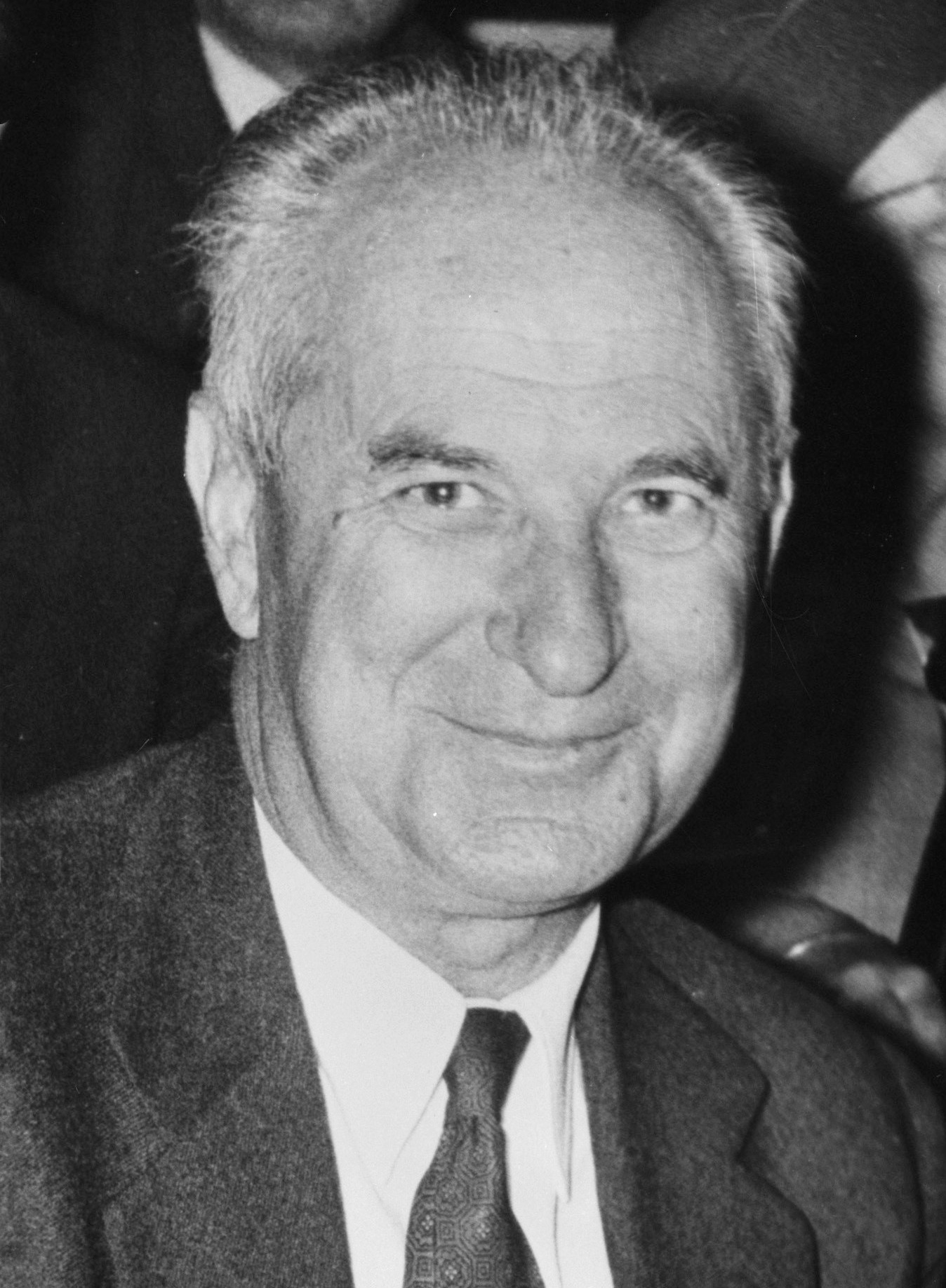
Gaston Defferre

Magazine de centre gauche dirigé par Jean-Jacques Servan-Schreiber, L'Express milite pour la candidature de Gaston Defferre, maire SFIO de Marseille. En septembre 1963, le journaliste Jean Ferniot dresse le portrait-robot d'un « Monsieur X », qui serait la meilleure alternative au régime personnel du Général,. En novembre, l'hebdomadaire pose l'équation « X = D » (D comme Defferre). Cette candidature, qui présente pour ses partisans l'avantage de ne pas être celle d'un technocrate ou d'un dirigeant de la Quatrième République, est soutenue par des clubs – notamment le club Jean-Moulin et le club des Jacobins –, des universitaires et des syndicalistes.
Au sein de la SFIO, Gaston Defferre est perçu comme un rénovateur, favorable à une alliance avec le centre. À l'issue d'un congrès extraordinaire du parti les 1er et 2 février 1964 à Clichy, le parti le désigne officiellement candidat à l'élection présidentielle. La presse s'attendait à cette occasion qu'il tente de renverser la direction en place, notamment son secrétaire général, Guy Mollet, en fonction depuis 1946 et peu enthousiaste envers sa candidature et sa stratégie de rapprochement avec le centre, mais il n'en est rien.
Après consultations avec des intellectuels, Gaston Defferre déroule son programme, « Horizon 80 », qui est le nom de son club. Il entend mener une campagne centriste, en s'efforçant de rassembler des réformateurs venus d'horizons variés. Vertement critiqué par le PCF (Guy Mollet ne veut pas non plus d'alliance avec le PCF) et l'aile gauche de la SFIO, il entend obtenir le soutien du MRP, qui refuse cependant toute référence au socialisme et à la laïcité, indispensables aux yeux de son parti. En mai, Defferre contacte Joseph Fontanet et Jean Lecanuet (MRP), Maurice Faure (Parti radical) et Bertrand Motte (CNIP) afin de former une « grande Fédération démocrate et socialiste », allant des socialistes aux démocrates-chrétiens dans l'objectif de mettre fin aux clivages partisans hérités de la IVe République.
Alors que L'Humanité et le PSU dénoncent une droitisation de Gaston Defferre (réélu maire de Marseille à la tête d'une coalition sociale-centriste en mars 1965), le MRP se dit prêt à étudier l'idée de la Fédération démocrate et socialiste. Lors du congrès de la SFIO de début juin 1965, un affrontement a lieu avec Guy Mollet, qui reproche à Gaston Defferre de se renier sur le principe de la laïcité en voulant s'allier aux démocrates-chrétiens,. Le 18 juin, le projet de fédération échoue, les représentants SFIO, MRP, radicaux, des clubs du centre et de la gauche ne parvenant pas à s'entendre sur la question du PCF et sur celle de la laïcité. Une semaine plus tard, le 25 juin, Gaston Defferre annonce le retrait de sa candidature.

#### Antoine Pinay

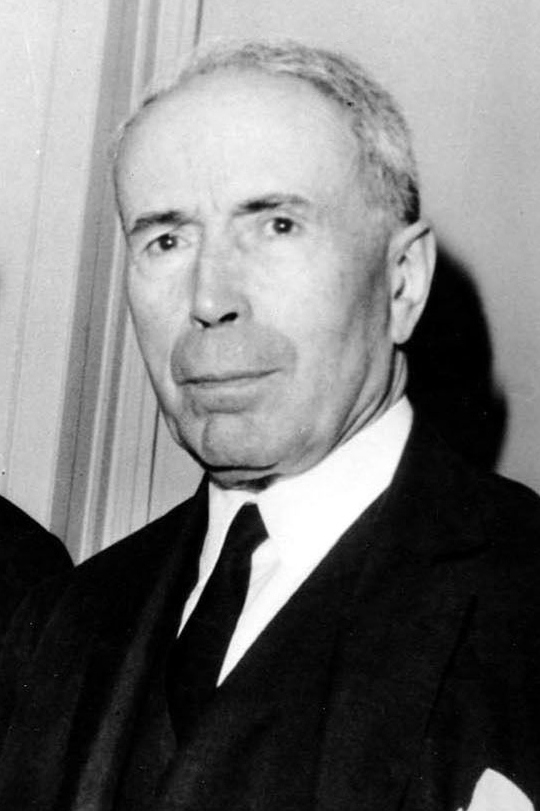
Antoine Pinay

Antoine Pinay, président d'honneur du Centre national des indépendants et paysans (CNIP), président du Conseil en 1952-1953, ministre des Finances au début de la présidence de Gaulle, est l'un des hommes politiques les plus connus et populaires à l'approche de l'élection présidentielle de 1965. Il rompt en 1960 avec le Général, à qui il reproche sa politique algérienne, son antiaméricanisme et sa politique de la chaise vide avec les partenaires européens. Celui qui n'est plus que maire de Saint-Chamond (Loire) se tient en retrait de la vie publique, se réservant pour la « chute du général de Gaulle », selon ses termes.

#### Pierre Mendès France

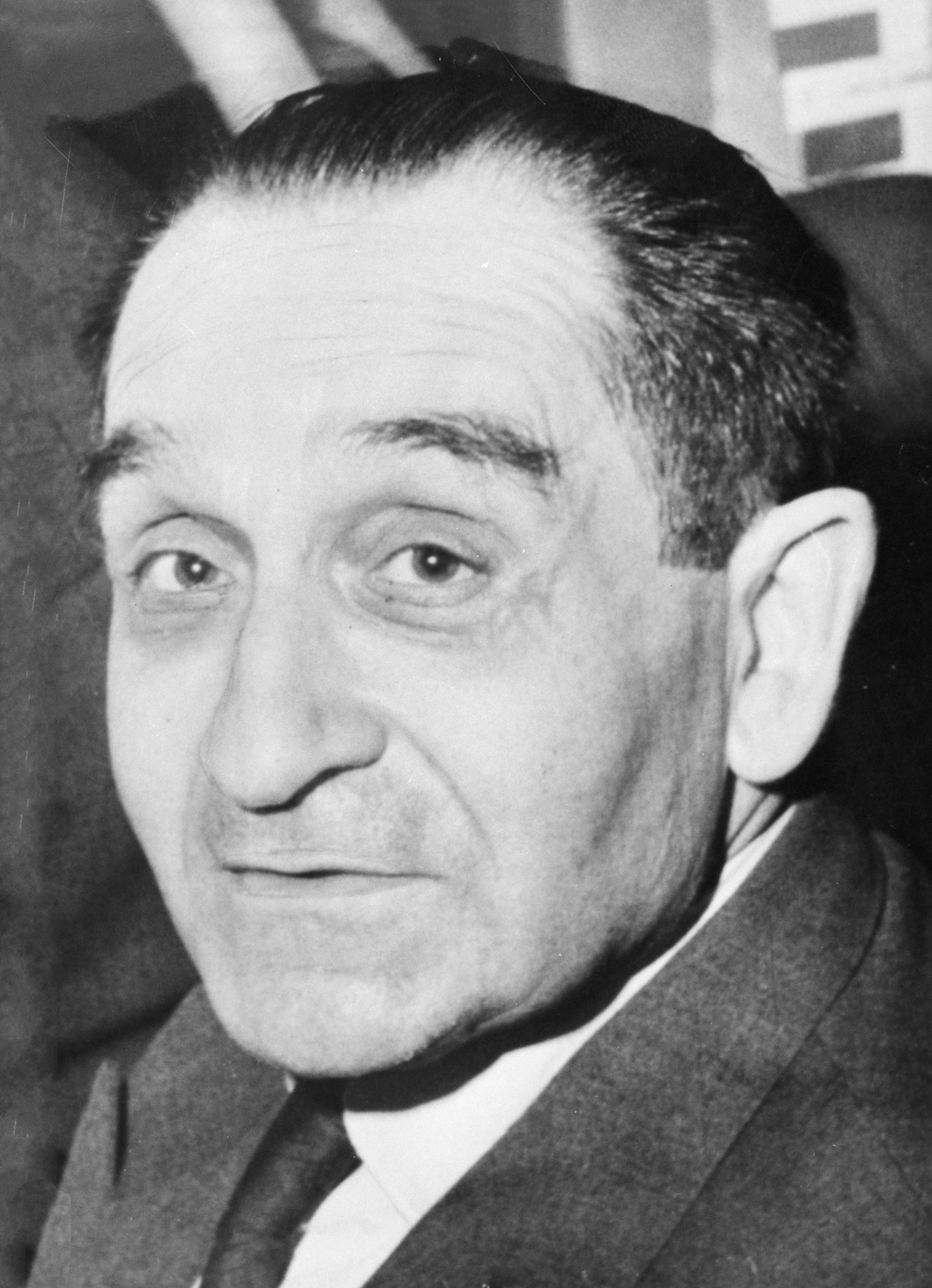
Pierre Mendès France

Ancien dirigeant du Parti radical et président du Conseil en 1954-1955, Pierre Mendès France est une figure populaire et respectée à gauche.
Après le retrait de Gaston Defferre, Le Nouvel Observateur lance en première page un « Pourquoi pas Mendès ? ». Des clubs apparaissent partout en France pour soutenir une telle candidature, fort de soutiens variés : le PSU, dont il est membre, la SFIO et une partie du Parti radical, son ancienne formation.
Mais Pierre Mendès France refuse de se présenter, confiant que « les institutions sont mauvaises » et que « les utiliser pour s'emparer du pouvoir est une manière comme une autre de les accréditer ». En outre, il n'apparaît pas en mesure de fédérer la gauche, le PCF ne lui pardonnant pas d'avoir refusé ses voix en 1954 pour l'investiture à la présidence du Conseil.

#### Autres
En février 1965, l'humoriste Pierre Dac annonce sa candidature avec son Mouvement ondulatoire unifié (MOU), un parti politique satirique dont le slogan est « Les temps sont durs, votez MOU ! ». En septembre suivant, il renonce à se présenter à la demande de l'Élysée.
Paul Antier, président du Parti paysan d'union sociale (PPUS), renonce également.
D'autres noms sont évoqués par la presse : Pierre Sudreau, Louis Armand, Maurice Faure, Jean Monnet, Georges Vedel.

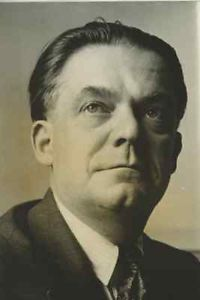
Paul Antier
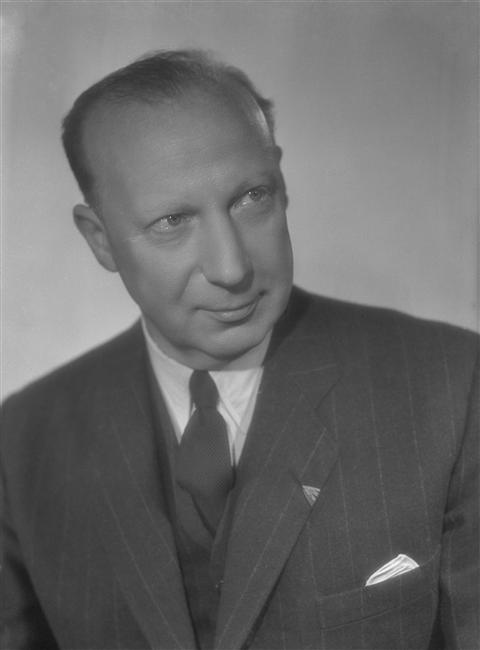
Pierre Dac

## Campagne

### En vue du premier tour

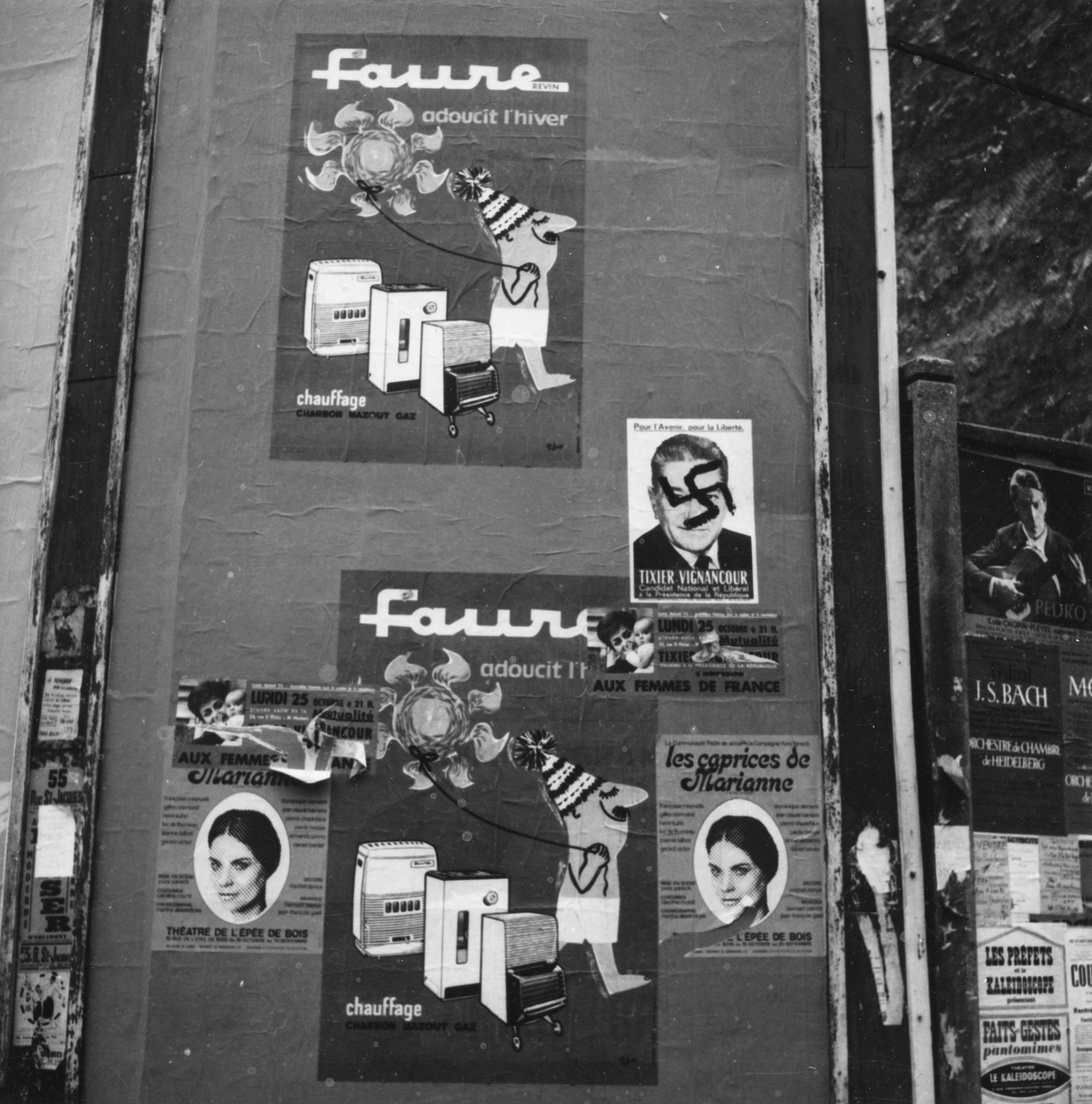
Affiches électorales en 1965, celle du candidat d'extrême droite Jean-Louis Tixier-Vignancour étant taguée par une croix gammée nazie.

Selon la formule de François Mitterrand, « la campagne de communication est totalement déléguée aux affichistes ». Le général de Gaulle choisit pour affiche de campagne une Marianne représentée en petite fille et dessinée par Lefor et Openo avec comme slogan « J'ai sept ans, laissez-moi grandir », le présentant de fait comme le garant et le défenseur des nouvelles institutions de la Cinquième République. Souhaitant afficher son opposition au général de Gaulle, François Mitterrand utilise pour slogan « Un président jeune pour une France moderne ». Candidat déclaré une semaine après lui, Jean Lecanuet utilise également cet argument de la jeunesse : il fait éditer une brochure de 16 pages, vendue dix centimes chez les marchands de journaux, dans laquelle il pose avec sa famille et se présente comme « le Kennedy français ».
Sur le terrain, François Mitterrand et Jean Lecanuet enchaînent les réunions publiques à succès. De son côté, le général de Gaulle ne tient aucun meeting et interdit tout rassemblement de soutien à sa candidature.
La campagne est perturbée par la disparition de Mehdi Ben Barka, principal opposant au régime marocain, enlevé le 29 octobre 1965 à Fontenay-le-Vicomte (Seine-et-Oise). Cet événement conduit le ministre de l'Intérieur, Roger Frey, à affirmer que les services de renseignement français ne sont pas impliqués. Le lendemain de cette déclaration, deux policiers français sont arrêtés, soupçonnés d'avoir obéi au général marocain Mohamed Oufkir, ministre de l'Intérieur, avec une complicité de services de police et du SDECE. Cette affaire est considérée comme un camouflet pour le pouvoir gaulliste.
L'ouverture officielle de la campagne officielle a lieu le 19 novembre 1965. Celle-ci surprend en montrant l'importance de la télévision (la France compte alors 6 385 000 récepteurs) outil qui équipé environ la moitié des ménages en France métropolitaine, à l'époque. Chaque candidat a alors le même temps de parole lors de la campagne officielle. Tous les « candidats se voient attribuer deux heures d’antenne aux meilleures heures d’écoute (de 13 h à 13 h 30 et de 20 h 30 à 21 h), réparties selon le principe d’égalité en sept interventions entre le 19 novembre et le 3 décembre, avant-veille du premier tour », cela permettant l'arrivée à l'élection de ce que l'on appelle « les petits candidats ».
A noter que le ministre de l'Information Alain Peyrefitte, confiera avoir envisagé d'accorder la moitié du temps de parole à l'opposition et l'autre moitié à la majorité présidentielle, mais de Gaulle s'y serait opposé). François Mitterrand et Jean Lecanuet avaient tous deux pris en compte le rôle de la télévision dans l'élection présidentielle américaine de 1960 : au cours de cette campagne, le débat télévisé était généralement considéré comme ayant aidé John Fitzgerald Kennedy à l'emporter de justesse sur Richard Nixon. François Mitterrand n'est cependant pas à l'aise face à la caméra.
Appelant les électeurs à lui renouveler sa confiance et refusant d'entrer en compétition avec les autres candidats, Charles de Gaulle, confiant, ne fait pas campagne durant les premiers semaines et ne présente pas de programme. Il renonce d'abord à utiliser son temps de parole de campagne à la télévision, laissant ses ministres intervenir. Il y recourt cependant les 30 novembre et 3 décembre en raison de la baisse des intentions de vote en sa faveur : il fustige le régime des partis alors que les gaullistes ciblent principalement Jean Lecanuet, jugé responsable de la baisse du président sortant dans les sondages. Mais le chef de l'État refuse de participer à des débats contradictoires alors que les autres candidats acclimatent l'opinion au style nouveau des campagnes présidentielles « à l'américaine ».

### Pour le second tour
Dans l'entre-deux-tours, le général de Gaulle change de stratégie et de style. Apparaissant en forme, il est interrogé par le journaliste Michel Droit lors d'entretiens durant lesquels il use de son talent oratoire, et surprend le public par sa décontraction et une inhabituelle liberté de ton. Selon sa formule, il se met ainsi « en pyjama » face aux Français. Il parle des préoccupations quotidiennes des citoyens, fait état de son bilan social et va jusqu'à sautiller sur son fauteuil afin de ridiculiser ceux qui « sautent sur leur chaise comme un cabri en disant « Europe ! Europe ! Europe ! » »,. Il se refuse cependant à prend part à des meetings.

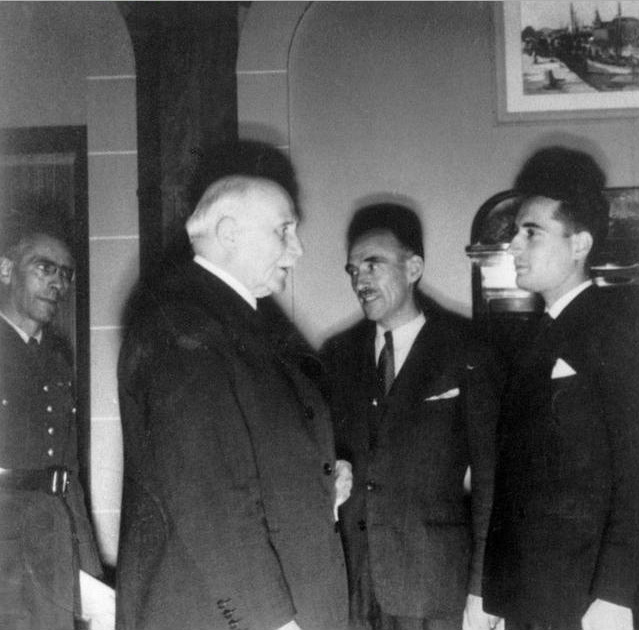
Pendant la campagne, le général de Gaulle s'oppose à l'utilisation de la photo de François Mitterrand serrant la main du maréchal Pétain le 15 octobre 1942.

Le Général interdit au ministre de l'Intérieur, Roger Frey, d'utiliser le passé de François Mitterrand pour tenter de le déstabiliser : il s'oppose notamment à la publication d'une photo du candidat de l'union de la gauche aux côtés du maréchal Pétain et à toute enquête sur ses liens avec René Bousquet. Le président de la République sortant présente son adversaire comme « le candidat de la gauche et de la droite », en réalité comme « le candidat des partis ». Toujours mal à l'aise face à la caméra mais adoptant une posture plus présidentielle, François Mitterrand tente de lui répondre point par point,.
Les membres du gouvernement se mobilisent, lors de rassemblements publics ou à la télévision. Le ministre de la Culture, André Malraux, accuse François Mitterrand d'être « le candidat unique de quatre gauches, dont l'extrême droite », cette dernière reprochant à de Gaulle l'abandon de l'Algérie française. D'ailleurs, entre autres, le candidat Jean-Louis Tixier-Vignancour et Pierre Sergent, l'un des chefs de l'OAS, invitent à voter au second tour pour Mitterrand.

## Sondages
L'élection présidentielle de 1965 est marquée par l'émergence des sondages. Ceux réalisés en fin de campagne se révéleront fiables alors que la mise en ballottage du général de Gaulle était jugée peu plausible par beaucoup
Les enquêtes d'opinion réalisées depuis 1958 par le principal institut de sondages, l'Institut français d'opinion publique (Ifop), indiquent que la popularité du général de Gaulle atteint des niveaux exceptionnellement élevés. Contrairement aux dirigeants de la Quatrième République, sa cote de popularité ne diminue pas avec le temps : sauf pendant la grève des mineurs de 1963, elle a toujours été supérieure à 50 %, un score qui n'a été atteint que par le président du Conseil Pierre Mendès France en 1954-1955. À trois mois de l'élection présidentielle de 1965, le Général bénéficie de 67 % d'opinions favorables.

Jusqu'à un mois avant la tenue du scrutin, le président sortant est donné réélu dès le premier tour de scrutin, avec autour de 65 % des suffrages exprimés. Alors que son adversaire le plus sérieux est le socialiste François Mitterrand, le centriste Jean Lecanuet, initialement donné autour de 5 %, effectue une percée dans les dernières semaines de la campagne, notamment chez les téléspectateurs. Cette progression semble se faire au détriment du général de Gaulle, qui passe sous les 50 % d'intentions de vote, ce qui rend probable la tenue d'un second tour, une situation longtemps considérée comme impensable. Le sociologue Jean Stoetzel relève : 

« À trois exceptions près (dans la classification par âges, chez les électeurs les plus âgés ; dans la classification par professions, chez les retraités et inactifs ; dans la classification par régions, dans le Nord-Est) la proportion des intentions de voter pour de Gaulle, les 1er et 2 décembre, descend en dessous de 50 % des intentions exprimées. […] Le taux de 65 % d’électeurs gaullistes souvent rencontré en période froide et par rapport à des problèmes inactuels, représente donc seulement une orientation, à distinguer des positions que suscitera l’actualisation croissante des données du choix pendant la période immédiatement préélectorale. »

Concernant le second tour, Jean Stoetzel explique que « la situation est beaucoup plus simple à étudier en raison de trois faits : le nombre des candidats est réduit à deux ; la période est beaucoup plus courte ; les électeurs sont beaucoup plus décidés ». Si comme au premier tour l'avance du général de Gaulle sur François Mitterrand s'est réduite, elle se maintient à dix points de pourcentage dans les deux enquêtes conduites par l'Ifop durant l'entre-deux-tours.
Il convient de noter que cette élection est la première en France qui donne lieu à une « opération-estimation » au soir des deux scrutins des 5 et 19 décembre. Profitant des progrès réalisés par les calculateurs électroniques, l'institut Ifop, en association avec le Centre français de recherche opérationnelle (CFRO) organise sur les antennes d'Europe 1 des estimations des résultats électoraux.
Les enquêtes répertoriées dans la présente section ont été réalisées par l'Ifop.

### Sondages concernant le premier tour
| Le graphique qui aurait dû être présenté ici ne peut pas être affiché car il utilise l'ancienne extension Graph, désactivée pour des questions de sécurité. Des indications pour créer un nouveau graphique avec la nouvelle extension Chart sont disponibles ici . |
| Évolution des intentions de vote en vue du premier tour. |

| Sondeur | Date                  | Marcel Barbu | François Mitterrand | Jean Lecanuet | Pierre Marcilhacy | Charles de Gaulle | Jean-Louis Tixier-Vignancour |
| ------- | --------------------- | ------------ | ------------------- | ------------- | ----------------- | ----------------- | ---------------------------- |
| Sondeur | Date                  |              |                     |               |                   |                   |                              |
| Ifop    | 1-2 déc. 1965         | 1 %          | 27 %                | 20 %          | 2 %               | 43 %              | 7 %                          |
| Ifop    | 17-27 nov. 1965       | 1,5 %        | 28 %                | 14 %          | 3 %               | 46,5 %            | 7 %                          |
| Ifop    | 6-16 nov. 1965        | –            | 24 %                | 7 %           | 1 %               | 61 %              | 7 %                          |
| Ifop    | 22 oct. - 5 nov. 1965 | –            | 23 %                | 5 %           | 1 %               | 66 %              | 5 %                          |

### Sondages concernant le second tour
| Le graphique qui aurait dû être présenté ici ne peut pas être affiché car il utilise l'ancienne extension Graph, désactivée pour des questions de sécurité. Des indications pour créer un nouveau graphique avec la nouvelle extension Chart sont disponibles ici . |
| Évolution des intentions de vote en vue du second tour. |

| Sondeur | Date       |                   |                     |
| Sondeur | Date       | Charles de Gaulle | François Mitterrand |
| ------- | ---------- | ----------------- | ------------------- |
| Sondeur | Date       |                   |                     |
| Ifop    | 14-16 déc. | 55 %              | 45 %                |
| Ifop    | 8-11 déc.  | 55 %              | 45 %                |
| Ifop    | 1-2 déc.   | 60 %              | 40 %                |

### Sondage sur les reports de voix
| Sondeur |           | Charles de Gaulle (44,6 %) | Charles de Gaulle (44,6 %) |            | François Mitterrand (31,7 %) | François Mitterrand (31,7 %) |           | Jean Lecanuet (15,6 %) | Jean Lecanuet (15,6 %) |            | Jean-Louis Tixier-Vignancour (5,2 %) | Jean-Louis Tixier-Vignancour (5,2 %) | Pierre Marcilhacy Marcel Barbu (2,9 %) | Pierre Marcilhacy Marcel Barbu (2,9 %) |
| Sondeur |           |                            |                            |            |                              |                              |           |                        |                        |            |                                      |                                      |                                        |                                        |
| Sondeur | De Gaulle | Mitterrand                 | De Gaulle                  | Mitterrand | De Gaulle                    | Mitterrand                   | De Gaulle | Mitterrand             | De Gaulle              | Mitterrand |                                      |                                      |                                        |                                        |
| Sondeur |           |                            |                            |            |                              |                              |           |                        |                        |            |                                      |                                      |                                        |                                        |
| Ifop    | 98 %      | 2 %                        | 2 %                        | 98 %       | 61 %                         | 39 %                         | 16 %      | 84 %                   | 56 %                   | 44 %       |                                      |                                      |                                        |                                        |

## Résultats

### Au niveau national
| Candidats                | Candidats                    | Partis                   | Premier tour | Premier tour | Second tour | Second tour |
| Candidats                | Candidats                    | Partis                   | Voix         | %            | Voix        | %           |
| ------------------------ | ---------------------------- | ------------------------ | ------------ | ------------ | ----------- | ----------- |
|                          | Charles de Gaulle            | UNR-UDT                  | 10 828 521   | 44,65        | 13 083 699  | 55,20       |
|                          | François Mitterrand          | CIR                      | 7 694 005    | 31,72        | 10 619 735  | 44,80       |
|                          | Jean Lecanuet                | MRP                      | 3 777 120    | 15,57        |             |             |
|                          | Jean-Louis Tixier-Vignancour | CTV                      | 1 260 208    | 5,20         |             |             |
|                          | Pierre Marcilhacy            | PLE                      | 415 017      | 1,71         |             |             |
|                          | Marcel Barbu                 | IND                      | 279 685      | 1,15         |             |             |
|                          |                              |                          |              |              |             |             |
| Suffrages exprimés       | Suffrages exprimés           | Suffrages exprimés       | 24 254 556   | 98,99        | 23 703 434  | 97,26       |
| Votes blancs et nuls     | Votes blancs et nuls         | Votes blancs et nuls     | 248 360      | 1,01         | 668 213     | 2,74        |
| Total                    | Total                        | Total                    | 24 502 916   | 100          | 24 371 647  | 100         |
| Abstention               | Abstention                   | Abstention               | 4 407 665    | 15,25        | 4 531 057   | 15,68       |
| Inscrits / participation | Inscrits / participation     | Inscrits / participation | 28 910 581   | 84,75        | 28 902 704  | 84,32       |

| Charles de Gaulle (55,20 %) |  |  | François Mitterrand (44,80 %) |
| ▲                           |  |  |                               |

### Par département

#### Premier tour
Le général de Gaulle réalise ses meilleurs performances dans le nord de la France métropolitaine et en France d'outre-mer. Pour François Mitterrand, c'est dans le sud de la métropole, tout comme pour Jean-Louis Tixier-Vignancour, qui bénéficie d'un vote communautaire des rapatriés d’Algérie (avec un pic à 14,1 % dans le Var). Jean Lecanuet arrive en deuxième position dans huit départements métropolitains d'obédience centriste. Pierre Marcilhacy obtient son seul score significatif dans son département de la Charente (11,3 %). Marcel Barbu ne dépasse quant à lui les 2 % que dans la Drôme.

#### Second tour
En métropole, le général de Gaulle réunit un total de 54,5 % des suffrages exprimés, avec un pic dans le Bas-Rhin (79,9 %). Toujours principalement implanté en France méridionale, François Mitterrand arrive en tête dans un quart des départements, obtenant son meilleur score dans le Gers (65,2 %). Avec la prise en compte du vote des départements et territoires d'outre-mer, où il est plébiscité, Charles de Gaulle passe à 55,2 % au niveau national.

#### Cartographies
|  |

## Réactions et analyses

### Un scrutin mobilisateur et favorisant le présidentialisme

Armoiries de la française.

L'abstention au premier tour est de seulement 15,2 % des électeurs inscrits, ce qui démontre l'intérêt des électeurs pour ce nouveau type de scrutin. Il s'agit du taux d'abstention le plus faible dans l'histoire de France pour une élection au suffrage universel. La participation au second tour est quasiment identique à celle du premier (84,3 % contre 84,8 %), avec une hausse sensible des votes blancs ou nuls (2,7 % contre 1,0 %).
Olivier Duhamel relève qu'il s'agit d'un succès à long terme pour le général de Gaulle car, s'il ne sort pas tellement renforcé du scrutin, l'élection présidentielle de 1965 et les suivantes vont renforcer la Ve République et le parti gaulliste, qui lui survivent. Le politologue indique que le scrutin présidentiel au suffrage universel direct apparaît dorénavant comme irréversible : « on a donné ce pouvoir aux Français ; ils ne sont pas prêts de se laisser enlever cette prérogative ». En outre, ce type d'élection renforce pour lui le présidentialisme : le chef de l'État français n'est plus un arbitre, mais un responsable politique au-dessus de la plupart des autres institutions.

### Maintien du général de Gaulle au second tour
À l'issue du conseil des ministres du 8 décembre, il est confirmé que le général de Gaulle se présentera « naturellement » au second tour de scrutin. Des rumeurs faisaient état de son retrait en raison d'un score en-deçà de ses attentes. Ses proches confient que le président sortant aurait pris une telle décision s'il n'avait pas recueilli plus de 30 à 35 % des suffrages exprimés.

### Une élection apparentée à des législatives

Composition de l'Assemblée nationale lors de l'élection présidentielle de 1965 (élections législatives de 1962) : le général de Gaulle (UDR-UDT, 233 députés) y dispose de la majorité absolue grâce à l'appui des Républicains indépendants de Valéry Giscard d'Estaing (35 élus).

La mise en ballottage du général de Gaulle stupéfait le monde entier, notamment Moscou. Lors du conseil des ministres du 8 décembre 1965, Charles de Gaulle réagit de la façon suivante : « Je vous mentirais si je vous disais que je n'ai pas été atteint. […] Nous nous sommes trompés. Nous avions considéré le scrutin du 8 décembre comme s'il s'agissait d'un référendum. C'était des élections législatives à l'échelle nationale. » Il tient la même analyse lors de sa conférence de presse du 21 février 1966,.
Le politologue François Goguel rapproche également les résultats du premier tour de l'élection présidentielle de ceux d'élections législatives : 
- Il relativise le score de François Mitterrand en rappelant qu'au premier tour des élections législatives de 1962 la gauche et l'extrême gauche ont recueilli 8,2 millions de voix, contre quelque 7,7 millions pour le candidat unique de la gauche le 5 décembre 1965, et soulignant que le score de celui-ci est inférieur à l'addition des scores de tous les partis qui le soutenaient lors de toutes les élections nationales depuis 1945 ;
- À l'inverse, Jean Lecanuet, Jean-Louis Tixier-Vignancour et Pierre Marcilhacy réunissent 1,7 million de voix de plus que la somme obtenue par les formations les ayant soutenus lors des élections de 1962 ;
- Quant au général de Gaulle, il a obtenu quatre millions de vote de plus que les candidats gaullistes trois ans plus tôt.

### Candidats éliminés et reports de voix
Olivier Duhamel souligne que « l'élection présidentielle peut être un vecteur pour l'apparition de nouveaux leaders politiques » et constitue un « accélérateur de la bipolarisation » de la vie politique avec les duels de second tour.
Bien que trois fois supérieur aux intentions de vote accordées au début de la campagne (5 %), le score de Jean Lecanuet déçoit ses partisans, qui s'attendaient à le voir atteindre les 20 % des suffrages au vu des derniers sondages. Les trois autres candidats (Jean-Louis Tixier-Vignancour, Pierre Marcilhacy, Marcel Barbu) obtiennent des pourcentages proches de ceux rapportés dans les dernières études d'opinion.
Les reports de voix semblent déterminants pour le second tour. Troisième homme de l'élection, Jean Lecanuet apparaît comme l'arbitre de l'élection. Alors que son soutien Maurice Faure appelle à voter pour François Mitterrand, le candidat MRP hésite : il appelle dans un premier temps à voter pour « la marche vers l'Europe unie », puis indique qu'il convient de voter contre le général de Gaulle, sans dire s'il faut voter pour le candidat de l'union de gauche, s'abstenir ou voter blanc,. Jean Lecanuet dira par la suite regretter de ne pas s'être prononcé en faveur du Général. Cependant, les sondages indiquent que la majorité de ses électeurs ont voté pour celui-ci.
De son côté, se disant « ravi » d'avoir contribué à la mise en ballottage du général de Gaulle, Jean-Louis Tixier-Vignancour appelle à voter pour François Mitterrand par antigaullisme, une consigne qui trouble une partie de ses fidèles, notamment Jean-Marie Le Pen ; son électorat le suit cependant majoritairement. Marcel Barbu fait de même.

## Suites

### Investiture et démission du général de Gaulle

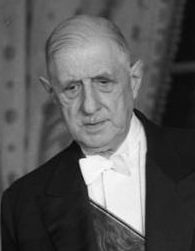
Le Général de Gaulle en 1968.

Confortablement réélu, le général de Gaulle est investi pour un nouveau septennat le 8 janvier 1966. S'achevant avec sa démission à la suite du référendum constitutionnel perdu de 1969, son second mandat est principalement marqué par un nouveau veto à l'entrée du Royaume-Uni dans la Communauté économique européenne, par son soutien au « Québec libre », ainsi que par Mai 68 et par le raz-de-marée gaulliste aux élections législatives anticipées qui suivent.

### Affirmation de François Mitterrand comme dirigeant de gauche

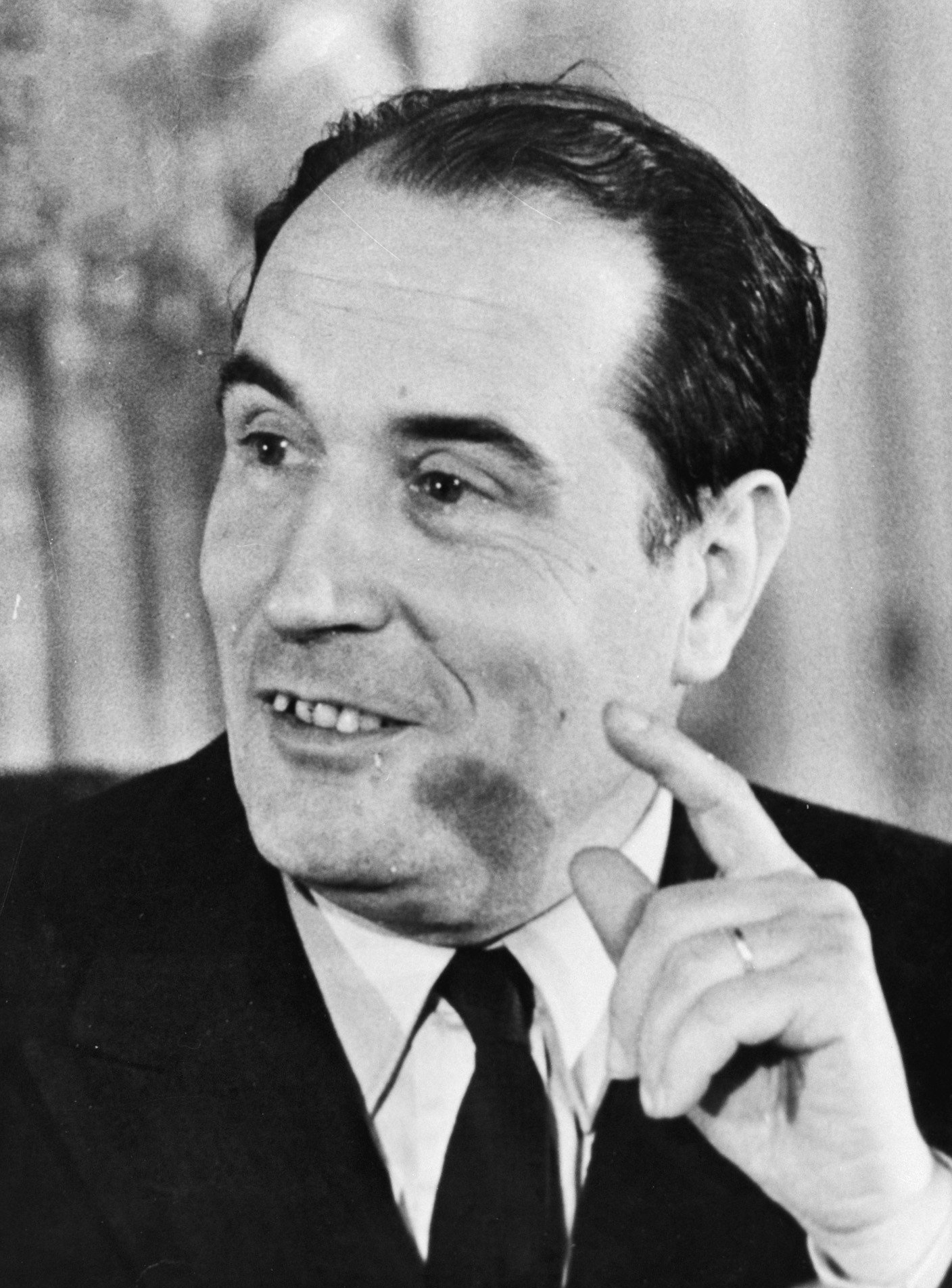
François Mitterrand en 1968.

Fort d'avoir mis en ballottage le président sortant, François Mitterrand assoit son autorité à gauche. Sous l'impulsion de sa candidature, la Fédération de la gauche démocrate et socialiste (FGDS), regroupant socialistes, radicaux et divers autres mouvements de la gauche non-communiste, fait élire plus de 100 députés aux élections législatives de 1967, mais sort affaiblie à la suite de Mai 68 et disparaît peu après.
Devenu premier secrétaire du Parti socialiste en 1971, François Mitterrand met en place l'union de la gauche avec les communistes et les radicaux. Battu par Valéry Giscard d'Estaing à l'élection présidentielle de 1974, il est président de la République de 1981 à 1995, s'accommodant des institutions qu'il dénonçait vivement dans Le Coup d'État permanent (1964).

### Devenir des candidats éliminés au premier tour
Les quatre autres candidats ne se présentent plus à aucune élection présidentielle par la suite.
Jean Lecanuet est maire de Rouen à partir de 1968, ministre (Justice, Plan et Aménagement du territoire) entre 1974 et 1977 et président de l'Union pour la démocratie française (UDF) en 1978. Renforcé par ses 15,6 % de 1965, son centrisme d'opposition à droite décline en 1969 (lorsque Jacques Duhamel et Joseph Fontanet rallient Georges Pompidou) et disparaît en 1974 (avec le soutien apporté par Lecanuet à Valéry Giscard d'Estaing).
Jean-Louis Tixier-Vignancour rallie la majorité gaulliste en 1968 avant de la quitter cinq ans plus tard, puis de prendre la direction du Parti des forces nouvelles (PFN). Pierre Marcilhacy reste sénateur de la Charente jusqu'à sa défaite en 1980 et devient membre du Conseil constitutionnel en 1983. Quant à Marcel Barbu, il se présente sans succès aux élections législatives de 1967 à Paris.